# CLOB
Een CLOB (character large object) is een - potentieel groot - gegevenselement in een database dat bestaat uit tekens waaraan in de database een tekencodering is verbonden (dit in tegenstelling tot de BLOB).
Het houdt dus in dat data weggeschreven in een CLOB met een specifieke tekencodering ook door het DBMS teruggeven wordt in deze codering. Dit wordt door het DBMS afgehandeld.